# LPRng
O LPRng é uma implementação do protocolo Line Printer Daemon (conhecido como sistema de impressão Berkeley ou LPR/LPD) que permite o gerenciamento de uma fila de impressão e da funcionalidade de impressão em rede. O LPRng é um projeto de código aberto disponibilizado pelo SourceForge. Ele foi implementado em vários sistemas do tipo Unix até que foi abandonado pelo seu autor por volta de 2005.

## Comandos
- lpr, utilizado para imprimir um arquivo;
- lprm, remover um trabalho de impressão;
- lpq, consultar a fila de trabalhos de um impressora;
- lpc, controlar essa fila de trabalhos.

Esses comandos são utilizados também por outros aplicativos do Linux, embora isso não seja transparente para o usuário.